# One Ok Rock-diszkográfia
A One Ok Rock japán rockegyüttes diszkográfiája 2024 júliusával bezárólag 13 nagylemezből, két középlemezből és 32 kislemezből áll.  Pályafutásuk során mintegy 2,5 millió lemezt adtak el. 
Naihi sinso (内秘心書) című első kislemezük 2007-ben jelent meg és 48. helyet ért el az Oricon listáján. 2012-ben a The Beginning című daluk a Ruróni Kensin: A kezdetek című film betétdalaként elnyerte az MTV Video Music Awards Japan legjobb filmbetétdalnak járó díját. 2015-ben a 35xxxv volt az első nagylemezük, amely első helyet ért el az Oricon heti listáján, és az első, amely felkerült az amerikai Billboard slágerlistáira is.

## Stúdióalbumok
| Cím                                                              | Adatok                                                                                       | Legmagasabb helyezés | Legmagasabb helyezés | Legmagasabb helyezés | Legmagasabb helyezés | Legmagasabb helyezés | Legmagasabb helyezés | Legmagasabb helyezés | Legmagasabb helyezés | Legmagasabb helyezés | Legmagasabb helyezés | Minősítés            | Eladás                                             |
| Cím                                                              | Adatok                                                                                       | JPN                  | AUS                  | AUT                  | BEL                  | CAN                  | GER                  | KOR                  | US                   | US Hard Rock         | US Heat.             | Minősítés            | Eladás                                             |
| ---------------------------------------------------------------- | -------------------------------------------------------------------------------------------- | -------------------- | -------------------- | -------------------- | -------------------- | -------------------- | -------------------- | -------------------- | -------------------- | -------------------- | -------------------- | -------------------- | -------------------------------------------------- |
| Zeitakubjó                                                       | - Megjelenés:2007. november 21. - Kiadó: Aer-born - Formátum: CD                             | 15                   | —                    | —                    | —                    | —                    | —                    | —                    | —                    | —                    | —                    | - RIAJ: Gold         | - JPN: 30 779                                      |
| Beam of Light                                                    | - Megjelenés: 2008. május 28. - Kiadó: Aer-born - Formátum: CD                               | 17                   | —                    | —                    | —                    | —                    | —                    | —                    | —                    | —                    | —                    |                      | - JPN: 13 270                                      |
| Kandzsó Effect                                                   | - Megjelenés: 2008. november 12. - Kiadó: Aer-born - Formátum: CD, CD/DVD                    | 13                   | —                    | —                    | —                    | —                    | —                    | —                    | —                    | —                    | —                    | - RIAJ: aranylemez   | - JPN: 21 583                                      |
| Niche Syndrome                                                   | - Megjelenés: 2010. június 9. - Kiadó: A-Sketch - Formátum: CD, CD/DVD, digitális letöltés   | 4                    | —                    | —                    | —                    | —                    | —                    | —                    | —                    | —                    | —                    | - RIAJ: platinalemez | - JPN: 244 537                                     |
| Zankjó Reference                                                 | - Megjelenés: 2011. október 5. - Kiadó: A-Sketch - Formátum: CD, digitális letöltés          | 2                    | —                    | —                    | —                    | —                    | —                    | —                    | —                    | —                    | —                    | - RIAJ: aranylemez   | - JPN: 166 602                                     |
| Dzsinszei×Boku=                                                  | - Megjelenés: 2013. március 6. - Kiadó: A-Sketch - Formátum: CD, CD/DVD, digitális letöltés  | 2                    | —                    | —                    | —                    | —                    | —                    | —                    | —                    | —                    | —                    | - RIAJ: platinalemez | - JPN: 216 180                                     |
| 35xxxv                                                           | - Megjelenés: 2015. február 11. - Kiadó: A-Sketch - Formátum: CD, CD/DVD, digitális letöltés | 1                    | —                    | —                    | —                    | —                    | —                    | —                    | —                    | 23                   | 11                   | - RIAJ: platinalemez | - JPN: 241 307                                     |
| 35xxxv (Deluxe változat)                                         | - Megjelenés: 2015. szeptember 25. - Kiadó: Warner Bros. - Formátum: CD, digitális letöltés  | 3                    | —                    | —                    | —                    | —                    | —                    | 40                   | —                    | —                    | 17                   |                      | - JPN: 87 545                                      |
| Ambitions (japán verzió)                                         | - Megjelenés: 2017. január 11. - Kiadó: A-Sketch - Formátum: CD, CD/DVD, digitális letöltés  | 1                    | —                    | —                    | —                    | —                    | —                    | —                    | —                    | —                    | —                    | - RIAJ: platinalemez | - JPN: 347 476 (fizikai) - JPN: 79 611 (digitális) |
| Ambitions (nemzetközi verzió)                                    | - Megjelenés: 2017. január 13. - Kiadó: Fueled by Ramen - Formátum: CD, digitális letöltés   | 4                    | 57                   | 72                   | 195                  | 61                   | 99                   | 52                   | 106                  | 2                    | —                    |                      | - JPN: 77 642                                      |
| Eye of the Storm (japán verzió)                                  | - Megjelenés: 2019. február 13. - Kiadó: A-Sketch - Formátum: CD, CD/DVD, digitális letöltés | 1                    | —                    | —                    | —                    | —                    | —                    | —                    | —                    | —                    | —                    | - RIAJ: platinalemez | - JPN: 288 815 (fizikai) - JPN: 67 211 (digitális) |
| Eye of the Storm (nemzetközi verzió)                             | - Megjelenés: 2019. február 19. - Kiadó: Fueled by Ramen - Formátum: CD, digitális letöltés  | 3                    | —                    | —                    | —                    | —                    | 73                   | —                    | —                    | —                    | 2                    |                      | - JPN: 52 016                                      |
| Luxury Disease                                                   | - Megjelenés:2022. szeptember 9. - Kiadó: Fueled by Ramen - Formátum: CD, digitális letöltés | 1                    | —                    | —                    | —                    | —                    | —                    | —                    | —                    | —                    | —                    |                      | - JPN: 78 633                                      |
| Detox                                                            | - Megjelenés:2025. február 21. - Kiadó: Fueled by Ramen - Formátum: CD, digitális letöltés   | —                    | —                    | —                    | —                    | —                    | —                    | —                    | —                    | —                    | —                    |                      |                                                    |
| "—": nem szerepelt a slágerlistán vagy nem jelent meg a régióban |                                                                                              |                      |                      |                      |                      |                      |                      |                      |                      |                      |                      |                      |                                                    |

## Középlemezek
| Cím                                                              | Adatok                                                           | Legmagasabb helyezés | Eladás        |
| Cím                                                              | Adatok                                                           | JPN                  | Eladás        |
| ---------------------------------------------------------------- | ---------------------------------------------------------------- | -------------------- | ------------- |
| One Ok Rock                                                      | - Megjelenés: 2006. július 26. - Kiadó: zumania - Formátum: CD   | —                    | - JPN: 11,200 |
| Keep It Real                                                     | - Megjelenés: 2006. december 16. - Kiadó: zumania - Formátum: CD | 102                  | - JPN: 4,651  |
| "—": nem szerepelt a slágerlistán vagy nem jelent meg a régióban |                                                                  |                      |               |

## Kislemezek
| Cím                                                                                 | Év   | Legmagasabb helyezés | Legmagasabb helyezés | Legmagasabb helyezés | Legmagasabb helyezés | Minősítés                      | Eladás                     | Album                   |
| Cím                                                                                 | Év   | JPN                  | JPN Hot              | JPN RIAJ             | WW                   | Minősítés                      | Eladás                     | Album                   |
| ----------------------------------------------------------------------------------- | ---- | -------------------- | -------------------- | -------------------- | -------------------- | ------------------------------ | -------------------------- | ----------------------- |
| Naihi sinsó (内秘心書)                                                              | 2007 | 48                   | —                    | —                    | —                    |                                | - JPN: 14 839              | Zeitakubjó              |
| Jume Jume (努努-ゆめゆめ-)                                                          | 2007 | 43                   | —                    | —                    | —                    |                                | - JPN: 9218                | Zeitakubjó              |
| Et Cetera (エトセトラ; Hepburn: Eto szetora)                                        | 2007 | 29                   | —                    | —                    | —                    |                                | - JPN: 6,665               | Zeitakubjó              |
| Hicuzen Maker (必然メーカー) †                                                      | 2008 | —                    | —                    | —                    | —                    |                                |                            | Beam of Light           |
| Koi no Aibó Kokoro no Cupid (恋ノアイボウ心ノクピド) †                              | 2008 | —                    | —                    | —                    | —                    |                                |                            | Kandzsó Effect          |
| Kanzen Kankaku Dreamer (完全感覚Dreamer)                                            | 2010 | 9                    | 40                   | 53                   | —                    |                                | - JPN: 17,163              | Niche Syndrome          |
| Dzsibun Rock (じぶんRock)                                                           | 2010 | —                    | —                    | 98                   | —                    |                                |                            | Niche Syndrome          |
| Answer is Near (アンサイズニア; Hepburn: Ansza izu nia)                             | 2011 | 6                    | 13                   | 27                   | —                    |                                | - JPN: 38,000              | Zankjó Reference        |
| Re:make/No Scared                                                                   | 2011 | 6                    | 10                   | 21                   | —                    |                                | - JPN: 46 500              | Zankjó Reference        |
| The Beginning                                                                       | 2012 | 5                    | 2                    | 3                    | —                    | - RIAJ: aranylemez (fizikai)   | - JPN: 81 325              | Dzsinszei×Boku=         |
| The Same As...                                                                      | 2012 | —                    | 52                   | —                    | —                    |                                |                            | Dzsinszei×Boku=         |
| Deeper Deeper/Nothing Helps                                                         | 2013 | 2                    | 3                    | *                    | —                    |                                | - JPN: 65,240              | Dzsinszei×Boku=         |
| Clock Strikes                                                                       | 2013 | —                    | 27                   | *                    | —                    |                                |                            | Dzsinszei×Boku=         |
| Mighty Long Fall/Decision                                                           | 2014 | 2                    | 2                    | *                    | —                    | - RIAJ: aranylemez (fizikai)   | - JPN: 83,738              | 35xxxv                  |
| Cry Out                                                                             | 2015 | —                    | 15                   | *                    | —                    |                                |                            | 35xxxv                  |
| Last Dance                                                                          | 2015 | —                    | 93                   | *                    | —                    |                                |                            | 35xxxv (Deluxe Edition) |
| The Way Back (japán verzió)                                                         | 2015 | —                    | 6                    | *                    | —                    |                                |                            | 35xxxv (Deluxe Edition) |
| Always Coming Back                                                                  | 2016 | —                    | 9                    | *                    | —                    |                                |                            | Ambitions               |
| Taking Off                                                                          | 2016 | —                    | 4                    | *                    | —                    |                                |                            | Ambitions               |
| Bedroom Warfare                                                                     | 2016 | —                    | 20                   | *                    | —                    |                                |                            | Ambitions               |
| I was King                                                                          | 2016 | —                    | 26                   | *                    | —                    |                                |                            | Ambitions               |
| We Are                                                                              | 2017 | —                    | 4                    | *                    | —                    |                                |                            | Ambitions               |
| American Girls                                                                      | 2017 | —                    | —                    | *                    | —                    |                                |                            | Ambitions               |
| "Skyfall                                                                            | 2017 | —                    | —                    | *                    | —                    |                                |                            | nem jelent meg albumon  |
| Change                                                                              | 2018 | —                    | 6                    | *                    | —                    |                                |                            | Eye of the Storm        |
| Stand Out Fit In                                                                    | 2018 | —                    | 9                    | *                    | —                    |                                |                            | Eye of the Storm        |
| Wasted Nights                                                                       | 2019 | —                    | 6                    | *                    | —                    |                                | - JPN: 168 346 (digitális) | Eye of the Storm        |
| Renegades                                                                           | 2021 | —                    | 4                    | *                    | 47                   | - RIAJ: aranylemez (digitális) |                            | Luxury Disease          |
| Broken Heart of Gold                                                                | 2021 | —                    | 17                   | *                    | 176                  |                                |                            | Luxury Disease          |
| Wonder                                                                              | 2021 | —                    | 50                   | *                    | —                    |                                |                            | Luxury Disease          |
| Save Yourself                                                                       | 2022 | —                    | 21                   | *                    | —                    |                                |                            | Luxury Disease          |
| Let Me Let You Go                                                                   | 2022 | —                    | 53                   | *                    | —                    |                                |                            | Luxury Disease          |
| Vandalize                                                                           | 2022 | —                    | —                    | *                    | —                    |                                |                            | Luxury Disease          |
| Make It Out Alive                                                                   | 2023 | —                    | 17                   | *                    | —                    | —                              | —                          | ?                       |
| Delusion: All                                                                       | 2024 | —                    | 7                    | *                    | —                    | —                              | —                          | Detox                   |
| Dystopia                                                                            | 2024 |                      |                      |                      |                      |                                |                            | Detox                   |
| "—": nem szerepelt a slágerlistán vagy nem jelent meg a régióban † Rádiós kislemez. |      |                      |                      |                      |                      |                                |                            |                         |

## Egyéb slágerlistás dalok
| Cím                                            | Év   | Legmagasabb helyezés | Album            |
| Cím                                            | Év   | JPN Hot              | Album            |
| ---------------------------------------------- | ---- | -------------------- | ---------------- |
| Wherever You Are                               | 2010 | 4                    | Niche Syndrome   |
| C.h.a.o.s.m.y.t.h.                             | 2011 | 88                   | Zankjó Reference |
| Heartache                                      | 2015 | 43                   | 35xxxv           |
| Take What You Want (feat. 5 Seconds of Summer) | 2017 | 57                   | Ambitions        |
| Listen (feat. Avril Lavigne)                   | 2017 | 93                   | Ambitions        |
| In the Stars (feat. Kiiara)                    | 2019 | 19                   | Eye of the Storm |
| Eye of the Storm                               | 2019 | 43                   | Eye of the Storm |
| Gravity (feat. Fudzsihara Szatosi)             | 2022 | 63                   | Luxury Disease   |

## Filmzene
| Title                | Év   | Le0rás                                                             | Hiv.   |
| -------------------- | ---- | ------------------------------------------------------------------ | ------ |
| No Scared            | 2011 | A Black Rock Shooter: The Game videójáték betétdala.               | [ 54 ] |
| Lost and Found       | 2011 | A Milocrorze: A Love Story című film betétdala.                    | [ 55 ] |
| The Beginning        | 2012 | A Ruróni Kensin: A kezdetek című film betétdala.                   | [ 56 ] |
| The Same As...       | 2012 | A Gummo Evian! című film betétdala.                                | [ 57 ] |
| Nothing Helps        | 2013 | A DmC: Devil May Cry című videójáték japán változatának betétdala. | [ 58 ] |
| Clock Strikes        | 2013 | A Like a Dragon: Ishin! című videójáték betétdala.                 | [ 59 ] |
| Be the Light         | 2013 | A Space Pirate Captain Harlock című film betétdala.                | [ 60 ] |
| Mighty Long Fall     | 2014 | A Ruróni Kensin: Pokol Kiotóban című film betétdala.               | [ 61 ] |
| Heartache            | 2014 | A Ruróni Kensin: A legenda vége című film betétdala.               | [ 62 ] |
| Taking Off           | 2016 | A Museum című film betétdala.                                      | [ 63 ] |
| In the Stars         | 2019 | A Forutuna no Hitomi című film betétdala.                          | [ 64 ] |
| Wasted Nights        | 2019 | A Kingdom című film betétdala.                                     | [ 65 ] |
| Renegades            | 2021 | A Ruróni Kensin: A vég című film betétdala.                        | [ 66 ] |
| Broken Heart of Gold | 2021 | A Ruróni Kensin: A kezdet című film betétdala.                     | [ 67 ] |
| Vandalize            | 2022 | A Sonic Frontiers című videójáték záródala.                        | [ 68 ] |
| Make It Out Alive    | 2023 | A Monster Hunter Now című videójáték betétdala                     | [ 69 ] |
| Prove                | 2023 | A Beyblade X című anime betétdala.                                 | [ 70 ] |

## Fordítás
Ez a szócikk részben vagy egészben  az   One Ok Rock discography című angol Wikipédia-szócikk fordításán alapul.  Az eredeti cikk szerkesztőit annak laptörténete sorolja fel. Ez a jelzés csupán a megfogalmazás eredetét és a szerzői jogokat jelzi, nem szolgál a cikkben szereplő információk forrásmegjelöléseként.